# Grønningen fyr
Grønningen fyr är en norsk angöringsfyr på en mindre ö i Vest-Agder fylke som markerar den östliga inseglingen mot Kristiansandsfjorden till Kristiansand. Fyrplatsen anlades 1878 och den vitmålade byggnaden är av betong. Tornet är hopbyggt med fyrvaktarhuset. Sedan 1980 är fyren automatiserad varpå bemanningen upphörde. Den sköts i samarbete med Kystverket av kustlaget Bragdøya som även håller den öppen för allmänheten. Fyren är norskt kulturminne sedan 1994.
Tillsammans med fyrarna på Oksöy och Odderøya fyr bildar Grønningen en kedja av navigationshjälpmedel för sjöfarande på väg mot Kristiansand.